# Urduña
Urduña (baskiska) eller Orduña (spanska), officiellt Urduña/Orduña, är en kommun i Spanien. Den ligger i Biscayaprovinsen i den autonoma regionen Baskien i norra delen av landet, 300 km norr om huvudstaden Madrid. Antalet invånare är 4 203 (2024).